# Scrophularia scorodonia var. glabrescens
Scrophularia scorodonia subsp. glabrescens é uma variedade de planta com flor pertencente à família Scrophulariaceae. 
A autoridade científica da variedade é (Cout.) Ortega Oliv. & Devesa, tendo sido publicada em Ruizia 11: 82 (1993).

## Portugal
Trata-se de uma variedade presente no território português, nomeadamente em Portugal Continental.
Em termos de naturalidade é endémica da Península Ibérica.

## Protecção
Não se encontra protegida por legislação portuguesa ou da Comunidade Europeia.